# Адолф Райхвайн
Адолф Райхвайн (на немски: Adolf Reichwein) е германски икономист и борец от съпротивата, участвал в опита за убийство на фюрера Адолф Хитлер от 20 юли 1944 г.

## Биография
Райхвайн е роден в Бад Емс. Взима участие в Първата световна война, в която е сериозно ранен в белите дробове. Следва в университетите във Франкфурт на Майн и Марбург. През 1920-те години той активно се занимава с образователната политика и образованието за възрастни в Берлин и Тюрингия. Именно той основава в Йена Volkshochschule („Обществен колеж“) и Arbeiterbildungsheim. През 1929 – 1930 г. работи като съветник на министъра на културата на Прусия Карл Хайнрих Бекер.
От 1930 до 1933 г. е професор в новоучредената педагогическа академия в Хале. След като нацистите се издигат на власт, той е освободен по политически причини и изпратен във Вернойхен в Бранденбург, за да стане начален учител. Там, до 1939 г. провежда множество учебни експерименти, които получават много внимание, с учебния прогресивизъм и особено професионалното образование. Райхвайн описва в творчеството си Schaffendes Schulvolk своето учебно понятие, вдъхновено от движението Wandervogel и педагогиката на трудовото училище, чийто основен акцент е пътуванията, инструкциите, ориентирани към дейностите с училищните градини и проектите, обхващащи възрастови групи. От 1939 г. работи в Берлин като музеен педагог.
Като член на кръга Крейзау (на немски: Kreisauer Kreis), Райхвайн е част от съпротивата срещу Хитлер. В началото на юли 1944 г. е арестуван от Гестапо, а в съдебен процес на Народна съдебна палата е осъден на смърт. Присъдата е изпълнена в Берлин на 20 октомври 1944 г.